# Алькальде, Мануэль
Мануэль Алькальде Форньелес (исп. Manuel Alcalde Fornieles; 31 декабря 1956, Гуадис, Андалусия — 23 апреля 2004, Гуадис, Андалусия) — испанский легкоатлет, специалист по спортивной ходьбе. Выступал за сборную Испании по лёгкой атлетике в 1979—1989 годах, победитель и призёр первенств национального значения, участник двух летних Олимпийских игр. Тренер по лёгкой атлетике.

## Биография
Мануэль Алькальде родился 31 декабря 1956 года в городе Гуадикс, автономное сообщество Андалусия.
Впервые заявил о себе в лёгкой атлетике на международном уровне в сезоне 1979 года, когда вошёл в состав испанской национальной сборной и выступил в дисциплине 50 км на Кубке мира по спортивной ходьбе в Эшборне. Во время прохождения дистанции сошёл, не показав никакого результата.
В 1980 году стал чемпионом Испании в ходьбе на 20 км.
На Кубке мира 1981 года в Валенсии вновь стартовал на 50 км и снова сошёл.
В 1982 году отметился выступлением в 50-километровой гонке на чемпионате Европы в Афинах.
В 1983 году закрыл десятку сильнейших на Кубке мира в Бергене, занял 15-е место на впервые проводившемся чемпионате мира по лёгкой атлетике в Хельсинки.
Благодаря череде удачных выступлений удостоился права защищать честь страны на летних Олимпийских играх 1984 года в Лос-Анджелесе — в программе ходьбы на 50 км показал результат 4:05:47, расположившись в итоговом протоколе соревнований на девятой строке.
В 1985 году был девятым на Кубке мира в Сент-Джонсе.
На чемпионате Европы 1986 года в Штутгарте сошёл с дистанции в 50 км.
В 1987 году одержал победу на чемпионате Испании в ходьбе на 50 км, занял 23-е место на Кубке мира в Нью-Йорке, стартовал на чемпионате мира в Риме.
Принимал участие в Олимпийских играх 1988 года в Сеуле, где с личным рекордом 3:59:13 финишировал на 25-й позиции.
В 1989 году был двадцатым на Кубке мира в Оспиталете.
После завершения спортивной карьеры занимался тренерской деятельностью, в частности тренировал Франсиско Хавьера Фернандеса.
Умер 23 апреля 2004 года в Гуадиксе в возрасте 47 лет.